# Халил бей

Халил Ментеше (1874–1948) е турски политик и министър от Комитета за съюз и прогрес от началото на ХХ век.  Служи като министър на външните работи и председател на Камарата на депутатите през последните години на Османската империя, а също така и като независим депутат от Измир в Република Турция . Считан е за един от пряко отговорните за арменския геноцид.

## Биография
Халил е роден в Милас, вилает Мугла през 1874 г. в семейството на Салих Ефенди и Шефика Ханъм, но остава сирак в ранна възраст. Заедно с брат си Галип той заминава за Измир, където завършва образованието си. Негов наставник в лицея в Измир е Халид Зия Ушаклъгил, след което Халил учи в Юридическия факултет на Истанбулския университет. Страхувайки се от арест от хамидските власти през 1894 г., той бяга в Париж. Там завършва Юридическия факултет на Париж и се присъединява към младотурците, установявайки контакт с важни членове на Комитет за единство и напредък като Ахмед Риза, Мизанджи Мурад и д-р Назим. Със смъртта на своя благодетел той се завръща в Турция през 1898 г., водейки необезпокояван живот в Милас до революцията от 1908 г., когато Халил е избран за депутат от Ментеше на общите избори за парламент, проведени след революцията.
Халил бей е член на комисия за ликвидиране на активите на Абдул Хамид II след свалянето му от власт. Халил бей заема мястото на Талат бей, когато последния се оттегля от вътрешното министерство на 19 февруари 1911 г. Той придружава и Мехмед V при посещението му в румелийските провинции. Халил се оттегля от вътрешното министерство през декември и е избран за председател на Камарата на депутатите на 15 май 1912 г. След общите избори от 1912 г., които Комитетът фалшифицира в своя полза, опозицията организира група в армията, известна като „Офицерите-спасители“, за да затвори парламента. На сесия на парламента на 25 юли Халил бей прочита пред Камарата на депутатите отправената срещу него смъртна заплаха от военната група, като обявява, че ще продължи да изпълнява поста си в правителството. Великият везир Мехмед Саид паша се съглася с офицерите, което довежда до разпускането на парламента на 5 август.
Тъй като Комитетът е преследван, Халил бей отново бяга в Париж, но се завръща в Османската империя след преврата от 1913 г. Той е назначен за председател на Държавния съвет в кабинета на Саид Халим паша и придружава Талат бей в България за преговори за мирен договор за прекратяване на Втората балканска война. С новите избори, проведени през 1914 г., Халил подава оставка от позицията си в кабинета, за да се върне на председателския пост в парламента. Заедно с Енвер паша, Талат бей и Саид Халим паша Халил е ключов играч в постигането на съюз с Германия, а също така и в споразуменията с България и Румъния, с които се гарантира, че те ще останат неутрални или прогермански в предстоящата война. Халил става османски външен министър през 1915 г., а също и действащ министър на правосъдието през 1916 г., преди да бъде назначен за министър на правосъдието в кабинета на Талат паша. При промените в кабинета след възкачването на Медмед VI Талат паша го назначава отново за председател на Държавния съвет. Халил бей губи министерствата си с края на Първата световна война и падането на кабинета на Талат паша.
Специална парламентарна комисия, организирана за разследване на причините за присъединяването на Османската империя към Първата световна война, привиква Халил на разпит няколко пъти, но нищо не може да бъде категорично доказано. Най-накрая е арестуван на 10 март 1919 г. и се явява пред Специалния военен трибунал, който наказва членовете на Комитета и спекулантите от войната. Заедно с 78 други политици и генерали той е задържан в Малта, откъдето е освободен на 30 април 1921 г. след сделка, сключена между Мустафа Кемал паша (Ататюрк) и британците за размяна на британски военнопленници за освобождаване на малтийските изгнаници.
Халил подкрепя Прогресивната републиканска партия, която е основана през 1924 г. и е забранена през 1925 г. През 1926 г. той и много бивши юнионисти са обвинени в заговор за убийството на Мустафа Кемал, въпреки че в крайна сметка Халил не е обвинен в никакви престъпления. Получава през 1934 г. фамилното име "Menteşe". Между 1931 и 1946 г. Халил Ментеше представлява Измир като независим депутат.  Той се оттегля в имението си в Милас през 1946 г. и умира на 1 април 1948 г. 

## Наследство
Академик Исмаил Арар нарича Халил бей "Квадримвир от кликата на Тримата паши".

## Препратки
1. ↑  Halil Mentese – the quadrumvir.(Ottoman Empire politician) – Version details //  Trove.nla.gov.au.   Посетен на 18 April 2017.
2. 1 2  Akçam, Taner. From Empire to Republic: Turkish Nationalism and the Armenian Genocide.   Zed Books, 2004. ISBN 978-1-84277-526-4. (на английски)
3. ↑  MİLASLI ÜNLÜLÜLER //  Milas Bilgi.    Архивиран от оригинала на 2012-03-20. Посетен на 2022-11-14.
4. ↑  TBMM Milletvekilleri Albümü, TBMM Basın ve Halkla İlişkiler Müdürlüğü Yayınları, 2010
5. 1 2 3 4 5  Syed Tanvir Wasti. Halil Menteşe: The Quadrumvir //  Middle Eastern Studies 32 (3).   Taylor & Francis, July 1996. DOI:10.1080/00263209608701120. с. 92–105.
6. ↑  Варненски отзив - Независим ежедневен информационен вестник / Петър А. Пейчев - Варна; печ. Добри Тодоров / 11/03/1915, No. 62, стр.2
7. ↑  Weiker, Walter F. Political Parties and Democracy in Turkey.   I.B. Tauris, 1991. ISBN 1-85043300-3. p. 91–92. (на английски)

|  | Тази страница частично или изцяло представлява превод на страницата Halil Menteşe в Уикипедия на английски. Оригиналният текст, както и този превод, са защитени от Лиценза „Криейтив Комънс – Признание – Споделяне на споделеното“, а за съдържание, създадено преди юни 2009 година – от Лиценза за свободна документация на ГНУ. Прегледайте историята на редакциите на оригиналната страница, както и на преводната страница, за да видите списъка на съавторите. ВАЖНО: Този шаблон се отнася единствено до авторските права върху съдържанието на статията. Добавянето му не отменя изискването да се посочват конкретни източници на твърденията, които да бъдат благонадеждни. |